# Lubogoszcz
Lubogoszcz este o arie protejată (sit de importanță comunitară — SCI) din Polonia întinsă pe o suprafață de 17,03 ha, integral pe uscat.

## Localizare
Centrul sitului Lubogoszcz este situat la coordonatele 49°42′51″N 20°06′10″E / 49.7142°N 20.1029°E.

## Înființare
Situl Lubogoszcz a fost declarat sit de importanță comunitară în octombrie 2009 pentru a proteja 2 specii de animale.

## Biodiversitate
Situată în ecoregiunea alpină, aria protejată conține 2 habitate naturale: Păduri de fag Asperulo-Fagetum, Păduri pe pante, grohotișuri și ravene de Tilio-Acerion.
La baza desemnării sitului se află mai multe specii protejate de  amfibieni (2): izvoraș-cu-burta-galbenă (Bombina variegata), Triturus montandoni.